# Ovrutj
Ovrutj  (ukrainsk: Овруч, polsk: Owrucz, jiddisch: אוורוטש, russisk: О́вруч) er en by i Korosten rajon, i Zjytomyr oblast (provins) i det nordlige Ukraine. Før 2020 var den administrativt centrum i den tidligere Ovrutj rajon (distrikt). Den er hjemsted for Ovrutj flybase. Byen har 15.250 (2022) indbyggere.

## Geografi
Ovrutj ligger i det nordvestlige Ukraine, 50 km syd for Hvideruslands grænse, og er en del af den geografiske region Polesien. Den ligger 48 km fra Korosten, 133 km fra Zjytomyr og 92 km fra Mazyr i Hviderusland; og den ligger 100 km fra spøgelsesbyen Pripyat, nær Tjernobyl-atomkraftværket.

## Historie
Ovrutj var oprindeligt en vigtig by i Kyivan Rus, der første gang blev nævnt som Vruchiy i 977. Senere efter plyndringen af Korosten blev den hovedstad i Drevlian. I det 14. århundrede blev den en del af Storhertugdømmet Litauen. I 1483 ødelagde Krimtatarererne bosættelsen. Ifølge traktaten om Lublinunionen (1569) udgjorde Volhynien med Owrucz en provins i det Den polsk-litauiske realunion. I 1641 gav den polske konge Vladislav 4. Vasa Ovrutj byrettigheder. Det var en kongelig by i Polen. Efter Polens anden deling i 1793 blev den annekteret af Det Russiske Kejserrige.
Det eneste tegn på byens oldtid er Sankt Basilius-kirken, som Rurik 2. af Kyiv bestilte hos sin hofarkitekt Pjotr Miloneg i slutningen af 1190'erne.

## Galleri
- Ovrutj jernbanestation
- Sankt Basil-kirken
- Ovrutj om vinteren
- Transfigurationskirken i Ovrutj
- Historsk bygning i centrum
- Ødelagt bygning efter Ruslands invasion af Ukraine 2022